# Frasne-le-Château
Frasne-le-Château is een gemeente in het Franse departement Haute-Saône (regio Bourgogne-Franche-Comté) en telt 293 inwoners (2011). De plaats maakt deel uit van het arrondissement Vesoul.

## Geografie
De oppervlakte van Frasne-le-Château bedraagt 12,8 km², de bevolkingsdichtheid is 22,9 inwoners per km².
De onderstaande kaart toont de ligging van Frasne-le-Château met de belangrijkste infrastructuur en aangrenzende gemeenten.

## Demografie
Onderstaande figuur toont het verloop van het inwonertal (bron: INSEE-tellingen).